# Тараев, Сергей Степанович
Тараев Сергей Степанович (17 июля 1920 — 3 марта 1999) — участник Великой Отечественной войны, командир расчёта 120-мм миномёта 340-го стрелкового полка (46-я стрелковая дивизия, 2-я ударная армия, 2-й Белорусский фронт), старший сержант. Один из 29 полных кавалеров, награждённых четырьмя орденами Славы (двумя орденами Славы 3-й степени).

## Биография
Родился 17 июля 1920 года в селе Большая Уда, в семье крестьянина. Мордвин по национальности. Окончил 9 классов. Работал учетчиком в Большемаресьевском райкоме комсомола, учителем в начальной школе.
В декабре 1940 года был призван в Красную армию Большемаресьевским райвоенкоматом. В июне 1941 года находился в полковой школе в Петрозаводске. На второй день Великой Отечественной войны, получив досрочно воинское звание сержанта, был направлен в действующую армию на должность командира расчёта 120-мм миномёта. Весь боевой путь прошёл в составе 340-го стрелкового полка 46-й стрелковой дивизии, сначала миномётчиком, затем командиром расчёта. Боевое крещение получил в бою в районе Пскова. Участвовал в обороне Ленинграда и прорыве блокады.
31 марта 1944 года при прорыве обороны противника в 11 км юго-восточнее деревни Филатова Гора (Псковский район, Псковская область) расчёт сержанта Тараева (340-й стрелковый полк 46-я стрелковая дивизия, 67-я армия, Ленинградский фронт) подавил огонь орудия и трёх пулемётов, уничтожил свыше отделения вражеских солдат. Приказом командира 46-й стрелковой дивизии (№ 36/н) от 30 апреля 1944 года сержант Тараев Сергей Степанович награждён орденом Славы 3-й степени.
Летом 1944 года полк был переброшен на Карельский перешеек. 14—15 июня 1944 года в боях восточнее города Выборга расчёт сержанта Тараева, поддерживал наступление стрелковых подразделений, вёл огонь в исключительно трудных условиях. Противнику был нанесён большой урон в живой силе и боевой технике: подавлен огонь четырёх пулемётных точек, 2 37-мм пушек м 76-мм батареи, уничтожено около 14 гитлеровцев и автомашина. Был представлен к награждению орденом «Красной Звезды». В наградном листе не было сведений о награждении орденом Славы 3-й степени и командиром дивизии статус награды был изменён. Приказом командира 46-й стрелковой дивизии (№ 54/н) от 28 июня 1944 года сержант Тараев Сергей Степанович награждён орденом Славы 3-й степени (вручён после войны).
28-29 июня 1944 года при прорыве обороны противника в районе озера Керстилян-Ярви (7 км севернее города Выборг ныне Ленинградской области) и его форсировании сержант Тараев с миномётчиками поразил 3 огневые точки врага, противотанковую пушку и более 20 пехотинцев. Приказом по войскам 21-й армии (№ 189/н) от 16 июля 1944 года сержант Тараев Сергей Степанович награждён орденом Славы 2-й степени.
После выхода из войны Финляндии дивизия была переброшена на 2-й Белорусский фронт. Здесь миномётчик Тараев участвовал в освобождении Польши, вновь отличился в боях в ходе Млавско-Эльбингской операции.
В середине января 1945 года при прорыве обороны противника севернее города Пултуск (Мазовецкое воеводство, Польша) старший сержант Тараев чётко командовал расчётом под сильном огнём противника. Огнём его миномёта было уничтожено две пушки, стоявшие на прямой наводке, один станковый пулемёт с расчётом, разрушено до 20 м траншей, подавлен огонь двух миномётов, уничтожено до 20 гитлеровцев. Командиром полка за эти бои был представлен к награждению орденом «Красной Звезды». В наградном листе сведений о награждении орденом Славы 2-й степени не было и командиром дивизии статус награды был изменён. Приказом по войскам 2-й ударной армии (№ 10/н) от 11 февраля 1945 года старший сержант Тараев Сергей Степанович награждён орденом Славы 2-й степени (повторно).
В составе полка прошёл до победного мая 1945 года. День Победы встретил на острове Рюген в Балтийском море.
В 1945 году был демобилизован. Будучи награждённым тремя орденами Славы, он тем не менее, не являлся полным кавалером.
Вернулся на родину. Работал главным бухгалтером в колхозе. В 1963 году уехал в Красноярский край, работал лесорубом треста «Дивногорсклес». В 1966 году с семьёй уехал на строительство Нурекской ГЭС в Таджикистан, работал плотником, бригадиром плотников.
Указом Президиума Верховного Совета СССР от 27 июля 1972 года в порядке перенаграждения Тараев Сергей Степанович награждён орденом Славы 1-й степени (№ 3198, взамен ордена Славы 2-й степени от 11.02.1945). Стал полным кавалером ордена Славы.
После выхода на пенсию в 1980 году продолжал работать плотником в СМУ «Промгражданстрой» в городе Орджоникидзебад. Позднее жил в столице Таджикистана городе Душанбе. В 1991 году переехал в город Новочебоксарск (Чувашия). С 1997 года Сергей Степанович Тараев жил в городе Волгограде. Скончался 3 марта 1999 года. Похоронен на кладбище «Моторное» в Дзержинском районе города Волгограда.

## Награды
- Орден Славы 1-й степени (№ 3198)
- Орден Славы 2-й степени (№ 26189)
- Два ордена Славы 3-й степени (№ 45649 и № 773635)
- Орден Отечественной войны 1-й степени
- Медаль «За отвагу»
- другие медали